# Benarrabá
Benarrabá é um município da Espanha na província de Málaga, comunidade autónoma da Andaluzia, de área 26 km² com população de 547 habitantes (2004) e densidade populacional de 21,04 hab./km².

## Demografia
| Variação demográfica do município entre 1991 e 2004 | Variação demográfica do município entre 1991 e 2004 | Variação demográfica do município entre 1991 e 2004 | Variação demográfica do município entre 1991 e 2004 |
| --------------------------------------------------- | --------------------------------------------------- | --------------------------------------------------- | --------------------------------------------------- |
| 1991                                                | 1996                                                | 2001                                                | 2004                                                |
| 709                                                 | 647                                                 | 522                                                 | 561                                                 |